# Himalayas (band)
Himalayas is een Britse rockband afkomstig uit Cardiff, Wales. De band werd opgericht in 2015 en bracht in 2016 haar eerste ep, Ecstasy, uit. Thank God I'm Not You is anno 2020 de grootste hit van de band, met meer dan zevenendertig miljoen streams op Spotify.

## Personele Bezetting
- Mike Griffiths - leidende gitaar, vocalen (2015–heden)
- Joe Williams - slaggitaar, vocalen (2015–heden)
- Louis Heaps - bas (2015–heden)
- James Goulbourn - drums (2015–heden)

## Discografie
Ep's
- Ecstasy, 2016

Singles
| Jaar | Titel                   | Label               |
| ---- | ----------------------- | ------------------- |
| 2017 | "Thank God I'm Not You" | Peepshow Records    |
| 2017 | "Sigh on a Hurricane"   | Peepshow Records    |
| 2018 | "If I Tell You"         | Peepshow Records    |
| 2019 | "The Masquerade"        | Independent release |